# 奥特里亚德·贡德格玛
奥特里亚德·贡德格玛（Otryad Gundegmaa，1978年5月23日—），生于乌兰巴托，蒙古女子射击运动员。
在2008年北京奥运会上，她在25米运动手枪比赛中以总成绩792.2环夺得银牌。